# Bassadewitz
Bassadewitz, auch Passadewitz, Bassarowitz oder Passarowitz genannt, ist ein vor allem historisch relevantes Karten- und Stichspiel für 4 Teilnehmer. Das Spiel ähnelt dem Ramsch beim Skat und klassisch wird es mit einem deutschen Blatt gespielt. Ziel ist es, so wenig Punkte wie möglich zu bekommen.

## Spielweise
Bassadewitz wird mit 32 Karten gespielt, wobei es klassisch mit einem deutschen Blatt und moderner auch mit einem französischen Blatt gespielt wird. Es entspricht in seiner Spielweise einem einfachen Stichspiel. In der Regel wird das Spiel mit vier Spielern gespielt, kann jedoch auch zu dritt oder zu fünft gespielt werden.
Ziel eines jeden Spielers ist es, seine Augenzahl zum Spielende möglichst gering zu halten. Die Rangfolge der Karten ist As/Daus (5 Augen bzw. 11 Augen), König (4 Augen), Dame/Ober (3 Augen), Bube/Unter (2 Augen), 10 (10 Augen), 9 (0 Augen), 8 (0 Augen), 7 (0 Augen), einen Trumpf gibt es nicht. Zusammen sind im Spiel entsprechend 96 bzw. 120 Augen vorhanden.
Bei vier Mitspielern werden 8 Karten gegeben und das Spiel geht entsprechend über acht Runden, in denen jeder Spieler eine Karte spielt. Beim Spiel zu dritt bekommt jeder Spieler 10, beim Spiel zu fünft jeder 6 Karten. Der linke Nachbar des Gebers (Vorhand) spielt aus. Die Mitspieler bedienen die Farbe im Uhrzeigersinn (Bedienpflicht) und wer nicht bedienen kann, wirft eine beliebige Karte ab. Der Spieler mit der jeweils höchsten Karte der angespielten Farbe gewinnt den Stich.
Ein Durchmarsch ist erreicht, wenn ein Spieler alle 8 Stiche erhält.

## Wertung
Je nach Quelle wird die Wertung unterschiedlich vorgenommen. Dabei kann entweder um Spielmarken oder Münzen gespielt werden oder es werden Punkte vergeben.
Spiel um Punkte:

Spieler, die am Spielende weniger als 49 Augen erhalten haben, bekommen nach dem Spiel Punkte:
- 0 Augen = 10 Punkte außer bei Durchmarsch
- 1 bis 24 Augen = 6 Punkte
- 25 bis 48 Augen = 2 Punkte.

Ein Durchmarsch zählt 10 Punkte.
Spiel um Spielmarken:

Zu Beginn des Spiels zahlt der Spielleiter und Kartengeber 12 Spielmarken an die Bank, zudem bekommt jeder Spieler einige Spielmarken als Startkapital. Wer am Ende des Spiels keinen Stich oder die wenigsten Augen gewonnen hat, bekommt 5 Spielmarken aus der Bank, der nächste 4 und der dritte 3 Spielmarken. Der Spieler mit der höchsten Punktzahl zahlt an jeden Mitspieler 4 Spielmarken. Im Falle eines Durchmarschs bekommt kein Spieler Marken aus der Bank und alle Spieler müssen 4 Marken an den Spieler mit dem Durchmarsch zahlen. Danach wird der Spieler links vom letzten Geber der neue Spielleiter und gibt 12 Marken in die Bank.
Beim Schafkopf und Skat gibt es die Spielvariante Ramsch mit ähnlichen Regeln. Die Besonderheit von Bassadewitz macht die Stellung der 10 aus, die in der Rangfolge der Karten relativ weit hinten steht, aber mit Abstand die höchste Augenzahl einbringt.